# Heinz Balthes
Heinz Balthes (* 1937 in Ediger/Mosel) ist ein deutscher Bühnenbildner, der vornehmlich für die Oper arbeitet.

## Leben
Heinz Balthes studierte von 1959 bis 1963 an der Kunstakademie Düsseldorf Bühnenbild bei Teo Otto. Danach arbeitete er an den Kammerspielen Düsseldorf unter der Direktion von Hannsjörg Utzerath, der ihn nach seiner Berufung an die Freie Volksbühne Berlin dorthin als Bühnenbildner mitnahm.
Nach Gastspielen an der Deutschen Oper Berlin (Fürst Igor 1973, Coppelia 1973) dem Staatstheater Braunschweig, Stadttheater Heidelberg, und dem Theater in der Josefstadt Wien wurde er als Bühnenbildner und Regisseur an das Musiktheater im Revier (Gelsenkirchen) engagiert und folgte dann dem Intendanten Günther Könemann nach Karlsruhe, wo Balthes von 1977 bis 2002 über 100 Opern ausstattete. Er war vor allem betraut mit der Ausstattung der Händel-Opern, die innerhalb der Händel-Festspiele Karlsruhe einen Schwerpunkt seiner Arbeit darstellten.
Gast-Engagements führten ihn unter anderem nach Paris an das Palais Garnier und die Opéra-Comique, Teatro Real in Madrid (Uraufführung der Oper Merlin von Isaac Albéniz), an die Hamburgische Staatsoper, an die Wiener Staatsoper, an das Opernhaus Zürich, an die Houston Grand Opera  (Texas), nach Catania (Sizilien), zu den Salzburger Festspielen (Bühnenbild für Mozarts früheste Opern Die Schuldigkeit des ersten Gebots und für Apollo et Hyacinthus), zu den Schwetzinger Festspielen, und zum Festival von Avignon. Für die Händel-Festspiele Halle entwarf er das Bühnenbild für Händels Oper Rodrigo und für das Ballet Basel unter Leitung von Heinz Spoerli entwarf er mehrmals Bühnenbilder für Engagements in New York. Seit 2004 arbeitet er mit dem Opernregisseur John Dew am Hessischen Staatstheater Darmstadt zusammen.

Balthes lebt in lebt in Birkweiler.

## Ausstellungen
- 2012 Ediger-Eller: Bilder und Bühnenbilder
- 2015 Pilsach Oberpfalz, Kaspar-Hauser-Schloss: „Balthes-Ermaltes“
- 2016 Darmstadt: „Balthes-Paraphrasen“
- 2016 Pilsach Oberpfalz, Kaspar-Hauser-Schloss: „Balthes-Paraphrasen“

## Schriften
- (Herausgeber) Händel in Karlsruhe – Händeltage 1978–1984 und Händelfestspiele 1985–1990. Braun, Karlsruhe 1991. ISBN 3-7650-9029-8.
- Heinz Balthes: Bilder und Bühnenbilder. Katalog der Ausstellung im Holle Häuschen Ediger-Eller Luftschiff-Verlag ISBN 978-3-942792-10-3